# Paderno Dugnano
Paderno Dugnano est une ville italienne d'environ 47 500 habitants située dans la ville métropolitaine de Milan, dans la région de la Lombardie, dans le Nord-Ouest de l'Italie.

## Géographie

### Territoire

#### Cartographie interactive(cliquer pour afficher)
Paderno Dugnano est une commune de la périphérie urbaine, située à 19 km au nord du centre-ville de Milan. La ville est traversée du nord au sud par le Seveso et d'ouest en est par le Canale Villoresi qui divise le territoire communal au nord avec Varedo. Une partie du Parc Grugnotorto-Villoresi s'étend sur Paderno Dugnano auquel s'ajoute le Parc du Lac Nord.

## Culture

### La Foire du Printemps
La Foire du Printemps (Fiera di Primavera) se déroule chaque année à l'occasion du cinquième dimanche de la carême et s'étale sur 3 jours. 
Cette fête traditionnelle est composée de plusieurs rendez-vous au cœur de la ville: des manifestations, spectacles, démonstrations variées et autres attirent chaque année des milliers de visiteurs pour la seule journée de dimanche.
La Foire du Printemps a des origines anciennes dans le temps et est enracinée dans la tradition agricole de Paderno Dugnano. Sa création remonte au 15 janvier 1888, se déroulait le cinquième lundi de carême et ses activités ont continué jusqu'en 1957.
En 1981 Nino Matera, se remémorant des souvenirs d'enfance, la proposa et l'ancienne foire reprit vie. Les années passant, avec le grandissement de cette manifestation, il fallait lui donner un encadrement juridique : avec l'acte notarial du 19 février 1987 s'est créé le Comité d'organisation "Fiera di Primavera di Paderno Milanese". Aujourd'hui le Comité d'organisation est reconnu par la Chambre de Commerce de Milan et la manifestation est maintenant sponsorisée par la Province de Milan et la Commune de Paderno Dugnano.

## Administration
| Période                                  | Période | Identité | Étiquette | Qualité |
| ---------------------------------------- | ------- | -------- | --------- | ------- |
|                                          |         |          |           |         |
| Les données manquantes sont à compléter. |         |          |           |         |

| Periode                      | Identité            | Etiquette                   | Qualité |
| ---------------------------- | ------------------- | --------------------------- | ------- |
| 1946 - 1951                  | Angelo Tagliabue    | socialcomuniste             |         |
| 1951 - 1956                  | Carlo Santambrogio  | DC-US                       |         |
| 1956 - 1960                  | Carlo Santambrogio  | DC-PSDI                     |         |
| 1960 - 1964                  | Umberto Risso       | PSI-PCI                     |         |
| 1964 - 1970                  | Giuseppe Scurati    | DC-PSI-PSDI                 |         |
| 1970 - 26 novembre 1970      | Antonio Asti        | DC                          |         |
| 8 janvier 1971 - 14 mai 1971 | Antonio Asti        | DC-PRI-PSU                  |         |
| 1971 - 1973                  | Ambrogio Varisco    | DC-PSI-PRI                  |         |
| 1973 - 1975                  | Ambrogio Varisco    | DC-PSI-PSU                  |         |
| 1975 - 1980                  | Stefano Strada      | PCI-PSI-PRI-PSDI            |         |
| 1980 - 1985                  | Stefano Strada      | PCI-PSI                     |         |
| 1985 - 1990                  | Gianfranco Mastella | PSI-PCI-PRI-PSDI            |         |
| 1990 - 1993                  | Gianfranco Mastella | PSI-DC-PRI-PSDI-Liste Verts |         |
| 1993 - 1995                  | Rosaria Angioletti  | PSI-DC-PRI-PSDI             |         |
| 1995 - 1999                  | Ezio Casati         | centre-gauche               |         |
| 1999 - 2004                  | Ezio Casati         | centre-gauche               |         |
| 2004 - 2009                  | Gianfranco Massetti | centre-gauche               |         |
| 2009 - en cours              | Marco Alparone      | centre-droite               |         |

### Frazione
Calderara, Cassina Amata, Dugnano, Incirano, Paderno, Palazzolo Milanese, Villaggio Ambrosiano.

### Communes limitrophes
Limbiate, Varedo, Nova Milanese, Senago, Cinisello Balsamo, Bollate, Cusano Milanino, Cormano.

## Personnalités liées à la commune
- Raffaele Crovi (1934-2007), journaliste et écrivain né à Paderno Dugnano.